# 1907 County Championship
Navigation
Édition précédente Édition suivante
Le 1907 County Championship fut le dix-huitième County Championship et se déroule du 2 mai au 2 septembre 1907. Le Nottinghamshire remporta son premier titre, tandis que le Worcestershire et le Yorkshire se classèrent à la deuxième place. Kent, vainqueur de la saison précédente a terminé huitième.

## Tableau final
Un point a été accordé pour une victoire et un point a été enlevé pour chaque défaite. Les classements finaux ont été décidés en divisant le nombre de points gagnés par le nombre de matchs complétés (c.-à-d. Ceux qui ont abouti à une victoire ou une perte) et en multipliant par 100.
| Equipe           | Pld | W  | L  | D  | A | Pts | Fin | %Fin   |
| ---------------- | --- | -- | -- | -- | - | --- | --- | ------ |
| Nottinghamshire  | 20  | 15 | 0  | 4  | 1 | 15  | 15  | 100.00 |
| Worcestershire   | 18  | 8  | 2  | 8  | 0 | 6   | 10  | 60.00  |
| Yorkshire        | 28  | 12 | 3  | 11 | 2 | 9   | 15  | 60.00  |
| Surrey           | 28  | 12 | 4  | 12 | 0 | 8   | 16  | 50.00  |
| Middlesex        | 20  | 8  | 4  | 8  | 0 | 4   | 12  | 33.33  |
| Lancashire       | 26  | 11 | 7  | 8  | 0 | 4   | 18  | 22.22  |
| Essex            | 22  | 10 | 7  | 5  | 0 | 3   | 17  | 17.64  |
| Kent             | 26  | 12 | 9  | 5  | 0 | 3   | 21  | 14.28  |
| Warwickshire     | 20  | 6  | 5  | 8  | 1 | 1   | 11  | 9.09   |
| Gloucestershire  | 22  | 8  | 12 | 2  | 0 | –4  | 20  | –20.00 |
| Leicestershire   | 20  | 6  | 10 | 4  | 0 | –4  | 16  | –25.00 |
| Hampshire        | 24  | 6  | 11 | 7  | 0 | –5  | 17  | –29.41 |
| Sussex           | 26  | 7  | 13 | 6  | 0 | –6  | 20  | –30.00 |
| Somerset         | 18  | 3  | 12 | 3  | 0 | –9  | 15  | –60.00 |
| Northamptonshire | 20  | 2  | 12 | 6  | 0 | –10 | 14  | –71.42 |
| Derbyshire       | 22  | 2  | 17 | 1  | 2 | –15 | 19  | –78.94 |
| Source:          |     |    |    |    |   |     |     |        |

### Résumé statistique
| Most runs | Most runs | Most runs        | Most runs  |
| Aggregate | Average   | Joueur           | Comté      |
| --------- | --------- | ---------------- | ---------- |
| 1,721     | 37.41     | Ernie Hayes      | Surrey     |
| 1,717     | 40.88     | Jack Hobbs       | Surrey     |
| 1,597     | 38.02     | Johnny Tyldesley | Lancashire |
| 1,570     | 46.17     | Tom Hayward      | Surrey     |
| 1,483     | 38.02     | James Seymour    | Kent       |
| Source:   |           |                  |            |

| Most wickets | Most wickets | Most wickets   | Most wickets    |
| Aggregate    | Average      | Joueur         | Comté           |
| ------------ | ------------ | -------------- | --------------- |
| 184          | 15.65        | George Dennett | Gloucestershire |
| 153          | 11.78        | Albert Hallam  | Nottinghamshire |
| 151          | 16.87        | Arthur Fielder | Kent            |
| 145          | 13.57        | Thomas Wass    | Nottinghamshire |
| 141          | 16.41        | Wilfred Rhodes | Yorkshire       |
| Source:      |              |                |                 |